# French Open 1971 (Badminton)
Die French Open 1971 im Badminton fanden vom 3. bis zum 4. April 1971 im Stade Pierre de Coubertin in Paris statt. Es war die 41. Auflage des Championats.

## Finalresultate
| Disziplin    | Sieger                         | Finalist                           | Ergebnis          |
| ------------ | ------------------------------ | ---------------------------------- | ----------------- |
| Herreneinzel | Torsten Winter                 | Jürgen Stock                       | 15-18, 15-9, 15-5 |
| Dameneinzel  | Brigitte Potthoff              | Gerda Schumacher                   | 11-1, 1-11, 11-6  |
| Herrendoppel | Torsten Winter Hugo Wilmes     | Karl Geisler Arno Schley           | 15-5, 15-9        |
| Damendoppel  | Brigitte Potthoff June Jacques | Antonie Schwabe Karin Schäfers     | 5-15, 15-9, 15-11 |
| Mixed        | Klaus Steden Brigitte Potthoff | Heinz-Jürgen Fischer Karin Schäfer | 15-10, 15-7       |